# Conjunto não enumerável
Um conjunto é não enumerável quando ele tem mais elementos que o conjunto dos números naturais. A noção de mais elementos para conjuntos infinitos é definida precisamente no contexto da cardinalidade dos conjuntos.

## Exemplos
- Como o conjunto das partes de qualquer conjunto X tem mais elementos que X, se X for um conjunto infinito, então P(X) será um conjunto não-enumerável.
- O argumento de diagonalização de Cantor prova que {\displaystyle \mathbb {R} }, o conjunto dos números reais, é não-enumerável.
- O conjunto formado por todos números ordinais contáveis, é o número ordinal chamado de {\displaystyle \omega _{1}\,}, e é, se aceitarmos o Axioma da escolha, o "menor" conjunto não-enumerável, no sentido (preciso) de que qualquer conjunto não-enumerável possui um subconjunto com a mesma cardinalidade que {\displaystyle \omega _{1}\,}. A cardinalidade de {\displaystyle \omega _{1}\,} é representada por {\displaystyle \aleph _{1}\,}, usando a letra hebraica aleph.